# 252.ª Divisão de Infantaria (Alemanha)
A 252ª Divisão de Infantaria (em alemão:252. Infanterie-Division) foi uma unidade militar que serviu no Exército alemão durante a Segunda Guerra Mundial.

## Comandantes
| Comandante                                     | Data                                           |
| ---------------------------------------------- | ---------------------------------------------- |
| General der Kavallerie Diether von Böhm-Bezing | 1 de setembro de 1939 - 3 de fevereiro de 1942 |
| Generalleutnant Hans Schäfer                   | 3 de fevereiro de 1942 - 1 de janeiro de 1943  |
| General der Infanterie Walter Melzer           | 1 de janeiro de 1943 - 12 de outubro de 1944   |
| Generalleutnant Paul Dreckmann                 | 12 de outubro de 1944 - 8 de maio de 1945      |

## Oficiais de operações
| Major Hans Hoeffner               | 26 de agosto de 1939-1 de novembro de 1940 |
| Major Eberhard von Schönefeldt    | 1 de novembro de 1940-18 de julho de 1941  |
| Major Maximilian Kemmerich        | 1942-Aug 1942                              |
| Oberst Karl Körner                | agosto de 1942-Aug 1943                    |
| Oberstleutnant Herbert Zimmermann | 10 de setembro de 1943-15 de maio de 1944  |
| Oberstleutnant Hugo Binder        | 15 de maio de 1944-1 de janeiro de 1945    |
| Major Georg Binder                | 1 de janeiro de 1945-abril de 1945         |

## Área de operações
| Polônia                        | setembro de 1939 - novembro de 1939 |
| Frente Ocidental               | novembro de 1939 - julho de 1940    |
| Polônia                        | julho de 1940 - junho de 1941       |
| Frente Oriental, setor central | junho de 1941 - dezembro de 1944    |
| Polônia                        | dezembro de 1944 - maio de 1945     |